# Maloarkhanguelsk
Maloarkhanguelsk (en russe : Малоархангельск) est une ville de l'oblast d'Orel, en Russie. Sa population s'élevait à 3 520 habitants en 2013.

## Géographie
Maloarkhanguelsk est située à 68 km (77 km par la route) au sud d'Orel.

## Histoire
Le village d'Arkhanguelskoïe (Арх́ангельское), fut établi au XVIIe siècle. Il reçut le statut de ville en 1778 et fut renommé Maly Arkhanguelski (Малый Архангельский). Plus tard, le nom fut transformé en Maloarkhanguelsk. Pendant la Seconde Guerre mondiale, Livny fut occupée par l'Allemagne nazie le 11 novembre 1941 et libérée par le front de Briansk de l'Armée rouge le 23 février 1943.

## Population
Recensements (*) ou estimations de la population
| 1847  | 1866  | 1897* | 1926* | 1939* | 1959* |
| ----- | ----- | ----- | ----- | ----- | ----- |
| 2 735 | 3 286 | 7 785 | 6 037 | 3 500 | 2 499 |

| 1970* | 1979* | 1989* | 2002* | 2010* | 2013  |
| ----- | ----- | ----- | ----- | ----- | ----- |
| 3 000 | 3 580 | 4 294 | 3 962 | 3 620 | 3 520 |

## Personnalités
- Nikita Kokouïev (1848-1914), entomologiste
- Viatchéslav Tsvétaev (1893-1950), colonel général, Héros de l'Union soviétique (1945).